# 大島町立第二中学校
大島町立第二中学校（おおしまちょうりつ だいにちゅうがっこう）は、東京都大島町（伊豆大島）にある公立中学校。

## 概要
- 本校は、第五中学校を統合し、概ね島北部を学区とする中学校である。

## 沿革
- 1947年（昭和22年）5月15日 - 大島泉津村立第二中学校として泉津小学校内に設置・発足。
- 1948年（昭和23年）11月24日 - 小中合同でPTA発足。
- 1949年（昭和24年）4月16日 - 第1回修学旅行（横浜）。
- 1950年（昭和25年）1月26日 - 校歌制定。校歌発表会開催。
- 1953年（昭和28年）4月5日 - 不重208番地に完成した新校舎に移転。
- 1955年（昭和30年）4月1日 - 町村合併により、大島町立第二中学校と改称。
- 1957年（昭和32年）5月15日 - 創立10周年記念式典挙行。
- 1963年（昭和38年）12月24日 - 特別教室（理科・美術）増築。
- 1964年（昭和39年）6月2日 - PTA、小学校と分離し独立。
- 1973年（昭和48年）4月1日 - 教材室増築。
- 1982年（昭和57年）
  - 3月25日 - 第二中学校（旧校）閉校式。
  - 3月31日 - 第二中学校（旧校）廃止。
  - 4月1日 - 第二中学校（旧校）と第五中学校を統合し、大島町立第二中学校（現校）として発足。
  - 4月6日 - 開校宣言行う。その後に始業式挙行。
  - 4月28日 - 開校式典挙行。この日を開校記念日と定めた。
- 1983年（昭和58年）3月31日 - 補助運動場完成。
- 1986年（昭和61年）
  - 11月21日 - 三原山が噴火し、全島民が島外避難する。
  - 11月22日 - 臨時休校日。
  - 11月25日 - この日から12月20日まで、都内・都外の15校に生徒を転入し、学習。
  - 12月22日 - 学校再開、帰校式挙行。
- 1991年（平成3年）4月1日 - 教育目標改訂。
- 2012年（平成24年）6月1日 - 第二中学校・さくら小学校プール改修工事完了[2]。
- 2015年（平成27年）8月31日 - 校舎改修工事完了。
- 2016年（平成28年）8月31日 - 体育館改修工事完了。

## 学区
出典
- 岡田・泉津・元町（字赤禿・字地の岡・字アイノウ・字上山・字津倍付・字風待・字仲中・字北の山・字野地・字佐吾右衛門野地・字鼡ツド）
  - これは、さくら小学校の学区と同じである。

## 周辺
- 大島町立さくら小学校 - 敷地が隣接、進学前小学校でもある。
- 東京都道208号大島循環線

## アクセス
- 大島バス大島公園ライン「さくら小学校入口」バス停下車後、徒歩約465m・約7分[4]。
- 東海汽船
  - 岡田港から、上述の路線バスで、「さくら小学校入口」バス停まで8分、下車後徒歩。
  - 元町港から、上述の路線バスで、「さくら小学校入口」バス停まで15分、下車後徒歩。
- 大島空港から、上述の路線バスで、「さくら小学校入口」バス停まで5分、下車後徒歩。